# زنان در آتش‌نشانی

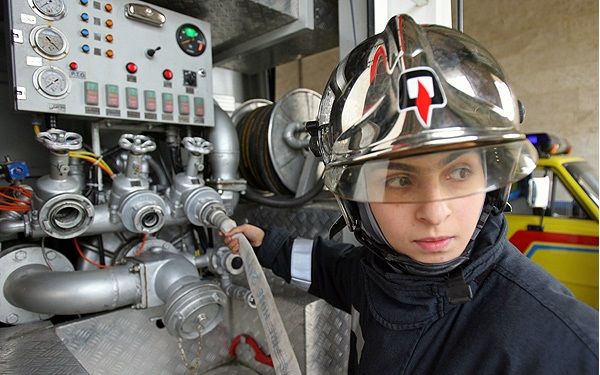
یک آتش‌نشان زن در حال آموزش، هنگام افتتاح اولین ایستگاه آتش‌نشانی زنان در ایران، کرج، ۴ نوامبر ۲۰۰۶.

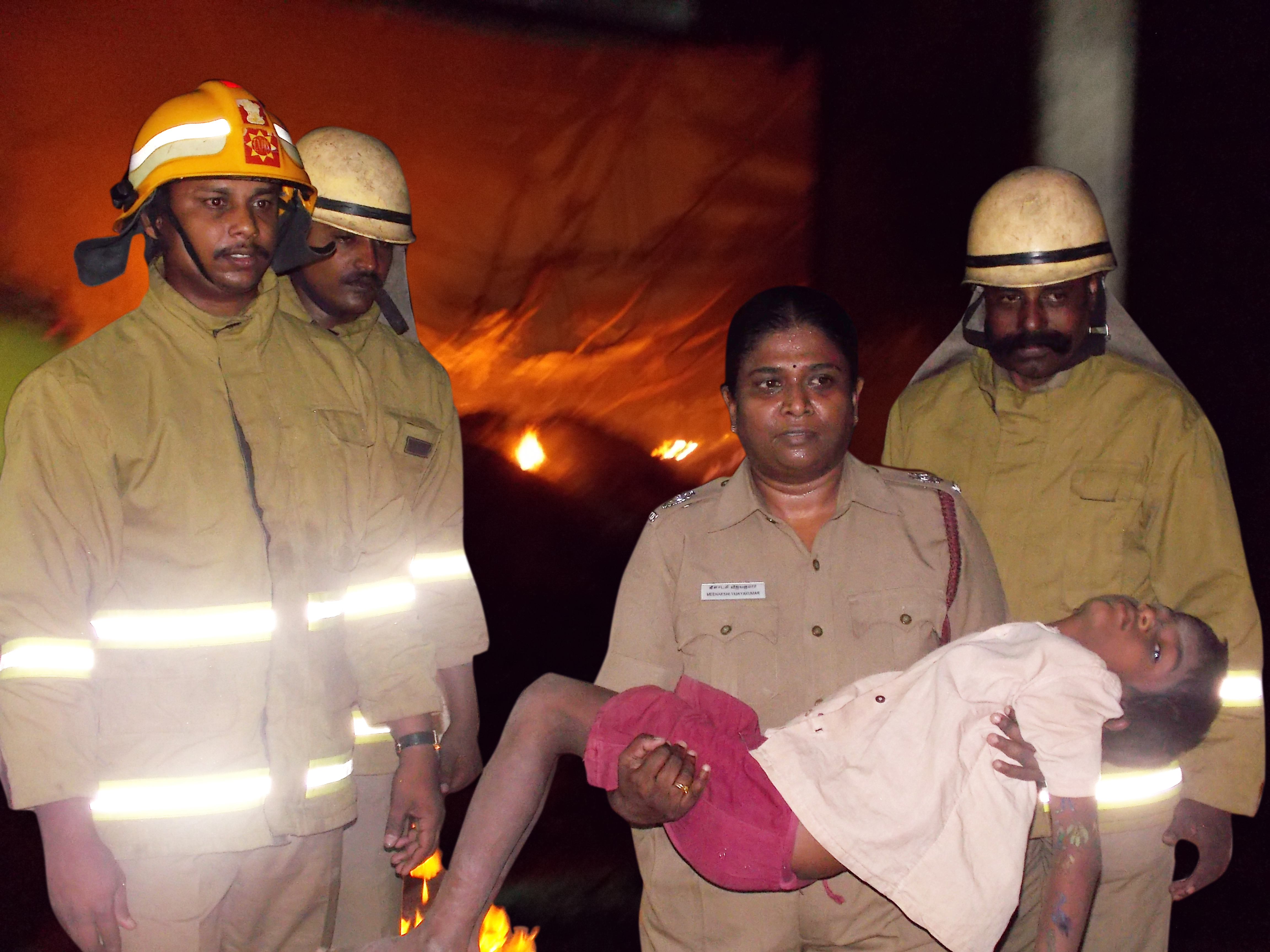
آتش‌نشان هندی میناکشی ویجایاکومار در محل کار

آتش‌نشانی در سراسر جهان به‌طور تاریخی حرفه‌ای عمدتاً مردانه بوده است. با این حال، از دههٔ ۱۹۷۰، زنان در آتش‌نشانی‌های حرفه‌ای و آتش‌نشانی داوطلبانه در چندین کشور حضور یافته‌اند. در دوران معاصر، زنان در نقش‌های مختلفی در خدمات آتش‌نشانی از جمله به عنوان فرمانده آتش‌نشانی فعالیت کرده‌اند. با این وجود، حتی در کشورهایی که بیشترین تعداد زنان آتش‌نشان را دارند، زنان کمتر از ۲۰ درصد نیروی آتش‌نشانی را تشکیل می‌دهند.

## تاریخچه
بسیاری از تمدن‌های باستانی نوعی سازمان آتش‌نشانی داشته‌اند. یکی از نخستین خدمات آتش‌نشانی ثبت‌شده در امپراتوری روم وجود داشت. بومیان جزیره استرالیا برای هزاران سال به مدیریت و مقابله با آتش‌سوزی‌های طبیعی پرداخته بودند که زنان نیز در این امر مشارکت داشتند.
از قرن هجدهم به بعد، آتش‌نشانی سازمان‌یافته‌تر شد که ابتدا تحت هدایت شرکت‌های بیمه و سپس با ظهور خدمات دولتی آتش‌نشانی در قرن نوزدهم توسعه یافت. در سال ۱۸۱۸، مالی ویلیامز به عنوان نخستین زن آتش‌نشان در ایالات متحده آمریکا ثبت شد. او که برده‌ای در نیویورک بود، به یک گروه داوطلبانه آتش‌نشانی پیوست. در بریتانیا، زنان جوان ساکن خوابگاه‌ها آموزش‌هایی در زمینهٔ آتش‌سوزی، از جمله نجات با نردبان بلند، دریافت می‌کردند. در جنگ جهانی دوم، زنان در خدمات آتش‌نشانی در بریتانیا، استرالیا و نیوزیلند هم در نقش‌های پشتیبانی و هم در خط مقدم فعالیت داشتند.
در پی موج دوم فمینیسم و تصویب قوانین مرتبط با فرصت‌های شغلی برابر، موانع رسمی برای ورود زنان از دههٔ ۱۹۷۰ به بعد برچیده شد. نخستین زن آتش‌نشان در بریتانیا (مری جوی لنگدن) در سال ۱۹۷۶ استخدام شد، و نخستین آتش‌نشان زن در نیوزیلند (آن بری) در سال ۱۹۸۱ به این حرفه پیوست. بسیاری از آتش‌نشانی‌ها آزمون‌های سخت آمادگی جسمانی را به‌عنوان شرط ورود قرار دادند که این امر مانعی غیررسمی برای زنان ایجاد کرد و در کشورهای مختلف منجر به پرونده‌های قضایی شد. در سال ۱۹۷۹، آن بری که در مرکز ارتباطات آتش‌نشانی کار می‌کرد، درخواست پیوستن به خدمات آتش‌نشانی نیوزیلند را ارائه داد اما به دلیل جنسیتش رد شد. او پس از دو سال مبارزهٔ قانونی، در سال ۱۹۸۱ اجازه یافت تا به‌عنوان آتش‌نشان حرفه‌ای به این سازمان بپیوندد.
در سال ۱۹۸۲، برندا برکمن در پرونده‌ای علیه آتش‌نشانی نیویورک، آزمون محدودکنندهٔ آمادگی جسمانی را به چالش کشید و پیروز شد. او همراه با ۴۰ زن دیگر نخستین گروه زنان آتش‌نشان این شهر را تشکیل دادند. پرونده‌ای مشابه در دیوان عالی کانادا منجر به این حکم شد که آتش‌نشانی‌ها نمی‌توانند از آزمون‌های آمادگی جسمانی محدودکننده استفاده کنند، مگر آنکه بتوانند نیاز به آن را اثبات کنند.
با این وجود، درصد استخدام زنان در آتش‌نشانی همچنان پایین است. در بریتانیا، زنان تنها ۵٪ از نیروهای آتش‌نشانی را تشکیل می‌دهند، که این میزان از درصد زنان در پلیس (۲۹٪)، امدادگران (۳۸٪) و نیروهای نظامی (۱۰٪) کمتر است. گزارشی از سازمان آتش‌نشانی لندن نشان داد که عواملی مانند تصویر رسانه‌ای از آتش‌نشانی، کمبود اطلاعات برای دختران جوان و برداشت‌های نادرست از این حرفه، از جمله موانع جذب زنان به این حوزه هستند. دیگر مشکلات شامل الگوهای شیفتی هستند که برای مادران دارای فرزند خردسال نامناسب‌اند.

## بر پایهٔ کشور

### استرالیا
بومیان جزیره استرالیا در ۶۰٬۰۰۰ سال پیش از ورود مهاجران اروپایی، روش‌هایی برای مدیریت آتش‌سوزی جنگل توسعه داده بودند که زنان نیز در آن مشارکت داشتند.

#### آتش‌نشانی زنان آمازون
به‌جز این پیشگامان بومی، نخستین گروه تماماً زنانهٔ آتش‌نشانی در سال ۱۹۰۱ در آرمیدال تشکیل شد. این گروه در واکنش به آتش‌سوزی در خانهٔ کانینگهام در همان شهر تأسیس شد. این گروه که با نام آمازون‌ها شناخته می‌شد، یک گروه داوطلب بود که در کنار گروه مردانهٔ آتش‌نشانی رسمی فعالیت می‌کرد و نخستین نمونه در استرالیا از همکاری روتین میان گروه‌های زنانه و مردانه در تمرینات آتش‌نشانی با تجهیزات مشابه بود. مینی وب نخستین زن در استرالیا بود که به مقام فرماندهی در آتش‌نشانی رسید.
ایجاد گروه آتش‌نشانی زنان آمازون و طراحی لباس‌های عملیاتی و رسمی آن‌ها تحت تأثیر کاپیتان وب، فرماندهٔ آتش‌نشانی آرمیدال، انجام شد. کاپیتان ج. ت.ا. وب در سال ۱۸۹۸ به این مقام رسید و تا زمان درگذشتش در ۱۷ مه ۱۹۲۴ در این جایگاه ماند. او در اوایل دههٔ ۱۹۰۰ نخستین گروه زنانهٔ آتش‌نشانی را تأسیس کرد و همچنین در اکتبر ۱۹۲۳ گروه آتش‌نشانی دخترانه در مدرسهٔ دخترانهٔ نیو انگلند و یک گروه آتش‌نشانی در مدرسهٔ آرمیدال را آموزش داد. موزهٔ آتش‌نشانی پنریث مجموعه‌ای آرشیوی دربارهٔ فعالیت‌های کاپیتان وب دارد. وب از انگلستان مهاجرت کرده بود، جایی که گروه‌های آتش‌نشانی زنانه در مدارس شبانه‌روزی دخترانه امری رایج بودند (برای اطلاعات بیشتر به بخش بریتانیا در همین صفحه مراجعه کنید).
گروه آمازون‌ها یک ابتکار محلی منحصربه‌فرد بود و فرزندان خانوادهٔ وب در هر دو گروه مردانه و زنانه عضو بودند. این مدل در سایر نقاط استرالیا اجرا نشد. با این حال، دابو دیسپچ و ایندیپندنت بولتن در سال ۱۹۰۵ گزارش کردند که گروه‌های آتش‌نشانی دابو در رویدادی در این شهر با حضور بیش از ۷۰ گروه از سراسر نیو ساوت ولز شرکت کردند و گروه آمازون‌ها نمایش مهارت‌های استفاده از نردبان و نجات جان را اجرا کرد.
برخلاف بریتانیا، ایالت‌های استرالیا در دوران جنگ جهانی اول گروه‌های داوطلبانهٔ زنانه تشکیل ندادند، و با وجود استقبال گسترده از آمازون‌ها در سال‌های ۱۹۰۱ تا ۱۹۰۵، هیچ ایالت دیگری این ایده را دنبال نکرد. کاپیتان مینی وب بعدها به عنوان پرستار در جنگ جهانی اول خدمت کرد.